# دیوید ایتن (ژیمناست)
دیوید ایتن (ژیمناست) (به انگلیسی: David Eaton (gymnast)) ژیمناست زادهٔ ۲۸ سپتامبر ۱۹۸۰ میلادی اهل کشور بریتانیا است.